# Sam Tanson
Sam Tanson, née le 4 avril 1977 à Luxembourg-Ville (Luxembourg), est une avocate, journaliste et femme politique luxembourgeoise, membre des Verts (Gréng).
Sam Tanson est nommée conseillère d’État le 7 juin 2015, en remplacement de Agnès Rausch (lb), fonction venue à terme le 17 avril 2018 à la suite de son acceptation du mandat de député à la Chambre où elle remplace Claude Adam. Elle est remplacée par Martine Lamesch (lb),,.